# Arno Babadzjanjan

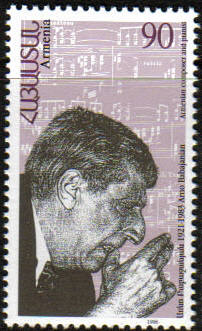
Babadzjanjan hedrad på ett armeniskt frimärke (1997)

Arno Harutjuni Babadzjanjan (armeniska: Առնո Բաբաջանյան ; ryska: Арно Арутюнович Бабаджанян), född 22 januari 1921 i Erevan, död 15 november 1983 i Moskva, var en armenisk tonsättare verksam i Sovjetunionen.

## Biografi
Babadzjanjan studerade först vid musikkonservatoriet i Erevan och fortsatte vid konservatoriet i Moskva, där han studerade komposition och pianospel. Han återvände 1950 till Armenien och verkade där som lärare vid konservatoriet och som pianist. Han deltog i flera internationella tävlingar för pianister och framträdde även som estradsångare.
Redan i början av 1950-talet var Babadzjanjan erkänd som en av Armeniens ledande konstmusiker. Han blev 1952 invald i styrelsen för Armeniska socialistiska sovjetrepublikens tonsättarförening och fick 1962  utmärkelsen "folkkonstnär i Armeniska SSR".
I hans tidiga verk märks stilistiska impulser från landsmannen Aram Chatjaturjan och även från Sergej Rachmaninov. År 1950 tillkom Babadzjanjans mest kända verk Armenisk rapsodi för två pianon. Två år senare komponerade han en pianotrio och 1954 en poemrapsodi för orkester. År 1959 kom en sonat för violin och piano och en violoncellkonsert tillägnad Mstislav Rostropovitj. 
Han har även komponerat kammarmusik, sånger och filmmusik. Flera av sångerna är mycket populära och kom att ingå i standardrepertoaren i Sovjetunionen.

## Utmärkelser
Asteroiden 9017 Babadzhanyan är uppkallad efter honom.